# Italo dance
El italodance, también llamado italo dance, es un género musical cercano al dance y al progressive más comercial. Sus orígenes se encuentran básicamente en Italia debido a que es allí donde se encuentran la inmensa mayoría de DJ que a nivel profesional lo practican. Se caracteriza sobre todo por el uso de voces de hombre modificadas especialmente con efectos vocoder y autotune, arpegios y acordes simples de sintetizador, bajos metálicos denominados en el argot musical como «tuba bass», y estribillos pegadizos. En ocasiones se trata de reversiones de temas italianos de los ochenta a los que se les dota de mayor movilidad o temas de nueva creación.
En este género musical, la mayor parte de las letras son en italiano aunque se combinan a veces con estrofas en inglés.

## Orígenes
El término Italo dance proviene del denominado Italo Disco de los años '80, aunque también se le ha llamado siempre Italo Dance a la música Dance hecha en Italia en cualquier época. Excepto por el nombre y los orígenes, el Italo Dance y el Italo Disco no son musicalmente lo mismo.
Sus pioneros fueron los creadores DJ Gigi D'Agostino, DJ Lhasa y el grupo Eiffel 65 en donde se formó DJ Gabry Ponte, y productores como Molella, Ann Lee, Paps 'n' Skar, lady violet, Prezioso feat. Marvin, Danijay, Sanny J., Barcode Brothers y DJ Ross, entre otros. 
El Italo dance es un tipo de música mayoritariamente orientado a los clubes nocturnos y discotecas de costa, y se produce principalmente en Italia. Además de en Italia, el género se hizo popular en países como Grecia, España, Austria y Alemania.

## Características de la música
El Italodance se caracteriza por riffs de sintetizadores, voces con un estribillo pegadizo y simple, bajo con un sonido de sintetizador y percusión electrónica desde caja de ritmos, sintetizadores o batería electrónica Simmons.

### Tema
El Italodance suele ser muy positiva y tiene una música emocionante, las letras son principalmente problemas de amor, la celebración, la danza o expresar sentimientos. La mayoría de los textos son en inglés, sino también los textos en italiano son muy comunes. También es muy común para cambiar las voces el vocoder.

### Percusión
La percusión es electrónica, generada desde cajas de ritmo, sintetizadores o baterías electrónicas, los BPM varían desde 60 hasta 165 BPM.

### Melodía
El Italodance se basa en una melodía simple y dentro de las reglas básicas de la armonía. la parte principal del tema suele ser el estribillo, machacón, simple y muy comercial.

## Historia

### Primer Periodo de oro, Italodance 1992-97
La transformación del italo disco a Eurodance coincide con la muerte del término disco que beneficio la música DANCE , aunque el primer apogeo italo nació más tarde. Este período se inició con Rockin' Romance de Joy Salinas y terminó después a mediados de los noventa, cuando en las listas europeas dejaron de entrar producciones italianas en favor de las producciones estadounidenses, británicos, franceses, y los nuevos géneros de música disco, como bubblegum dance, fue a la casa de la escena. En el medio encontramos registros que se han vendido y han hecho bailar a la gente de toda Europa, como "The Rhythm of the Night de Corona", "Memories de Netzwerk" y "Summer is Crazy di Alexia". Desde mediados de los años noventa, el Italo comenzó a tener un estilo musical propio diferente al eurodance. Uno de los primeros países en adoptar el estilo era el de Alemania, donde la discográfica ZYX Music comenzó a lanzar música dance de producción italiana en grandes cantidades. Algunos de los artistas más importantes y reconocibles de este período fueron el Da Blitz, Einstein Dr. Deejay, Taleesa, Double You y CO.RO.

### Segundo Periodo de oro, 1999-2005
El Italodance moderno, influenciado del eurobeat, comenzó a convertirse en la corriente principal en 1999. En ese año, Gigi D'Agostino también vendió un millón de copias sólo en Alemania con su Single "Bla Bla Bla", luego abrió nuevos mercados para el dance italiano, alcanzado en el mismo período de los picos de las listas europeas con cinco millones de copias vendidas por Eiffel 65 con "Blue (Da Ba Dee)" que, además de estar dentro de las listas en muchos países europeos, fue el único sencillo de este período de oro en entrar en la prestigiosa lista Billboard Hot 100 estadounidense, alcanzando el puesto N° 6, El otro mayor suceso de 1999 "Tell Me Why" de Prezioso feat. Marvin, producida en los estudios de Media Records y escrita por los hermanos Prezioso.
Debido a la popularidad de la música italo-disco diminuto a finales de 1980 y gracias a la creciente popularidad de eurodance, productores musicales italianos como Cappella y Clubhouse y el propietario de la marca Media Records, Gianfranco Bortolotti desarrollaron un nuevo derivado de eurodance llamado "Mediterreanean progresivo " en cooperación con famosos DJ y productores de Italia: Gigi D'Agostino, Mauro Picotto y también el suizo Robert Miles.
Revival del Italodisco (2010-2017)
A finales de la década se produjo un repunte del italodisco con el nacimiento y crecimiento de Youtube. No es italodance como tal, sino una estilización del sonido típico de los ochenta, mediante sintetizadores y voces masculinas bastante similares, con autores como Boris Zhivago, Limelight, Aldo Lesina, Roby o Emy Care.

## Principales artistas y DJs de italodance
| - Ann Lee - Bamble B - Benny Benassi - Billy More - Blackwood - Black Box - Blue Venice - Brothers - Carolina Márquez - Cassandra - Orchestral - Claudio Suriano - Club House - CRW - Daddy Dj - Dance Movement - Danijay - Datura - Double Dee - DJ CoMaNSiTo PuMBa - DJ Bum Bum | - DJ Dado - Dj Jajo - DJ Lhasa - DJ Piccolo / The 4 Jays - DJ Ross - DJ Satomi - Eddy Wata - Edge Of Universe - Eiffel 65 - Erika - E-Magic - F.P.I. Project - Fargetta - Francesco Napoli - Floorfilla - Gabry Ponte - Gala - Gayà - Gigi D'Agostino - Italobrothers | - Giorgio Prezioso - Hellen - Hotel Saint George - Humanize - Jimmy Gomma - John the Whistler - Jordì Carreras - Kim Lukas - Lady Violet - Latin Lovers - Luca Zeta - M@D - Mabel - Magic Box - Markus - More - M.T.J. - Miranda - Molella - Naive | - Neja - Paps 'n' Skar - Pooper Scooper - Prezioso feat. Marvin - Promise Land - Provenzano Dj - Roberto Molinaro - Roby Rossini - RSDJ - Rudy Nicoletti - Sarina Paris - Sabrina Salerno - Spagna - S.M.S. feat. Rehb - Claudio Suriano - T42 feat Sharp - The Soundlovers - Trancex - Unconditional - Underfish - Vanni G - Dj Paul HB - Angel Sound ID - Dj Pijalis - Dj Zazza - Dj Power |

### Proyectos musicales de mayor éxito
| - Black Machine - Bamble B - Da Blitz - Eiffel 65 | - Floorfilla - Kronos - Hotel Saint George - Italobrothers | - Magic Box - Mash - Molella - M.T.J. | - Naive - Neja - Promise Land - The Soundlovers |